# HMAS Doomba
HMAS Doomba – trałowiec pomocniczy i eskortowiec z okresu II wojny światowej należący do Royal Australian Navy (RAN).

## Historia
Okręt został zbudowany jako trałowiec typu Hunt w stoczni William Simons & Co, wodowany w 1919 okręt otrzymał nazwę HMS „Wexford”.  „Wexford” służył w Royal Navy do 1921, po wycofaniu ze służby został w grudniu tego roku zakupiony przez firmę Brisbane Tug and Steamship Co. Ltd.  Po przybyciu do Brisbane „Wexford” został przebudowany na statek wycieczkowy mogący zabrać na pokład ponad 1500 pasażerów, otrzymał wtedy nową nazwę - „Doomba”.  Zazwyczaj używany był do przewożenia wycieczkowiczów na Stradboke Island.  Statek używany był także jako pływająca baza w czasie regat i wyścigów motorówek.  W 1923 statek został sprzedany do Doomba Shipping Company (być może zmieniła się tylko nazwa firmy, do której należała „Doomba”).  W 1928 „Doomba” została rezerwowym statkiem firmy, używanym tylko wtedy, gdy sprzedano komplet biletów na inny statek należący do Doomba Shipping Company.  W 1936 statek został całkowicie wycofany ze służby, a jego właścicielem ponownie stała się firma Brisbane Tug and Steamship Co. Ltd.
3 września 1939 statek został włączony do RAN i przystosowany do roli trałowca.  Otrzymał nazwę HMAS „Doomba” (N01), do służby wszedł 29 września. 4 grudnia „Doomba” wraz z HMAS „Swan”, HMAS „Yarra” i HMAS „Orara” utworzyła 20 Flotyllę Trałową (20th Minesweeping Flotilla) operującą na wschodnim wybrzeżu Australii.
W czerwcu 1942 „Doomba” otrzymała nowe oznaczenie (J01) i została sklasyfikowana jako eskortowiec.  W tej roli służył do końca wojny, został wycofany do rezerwy 13 marca 1946 i oddany właścicielowi 3 lutego 1947.
W latach 1947–1970 statek kilkakrotnie zmieniał właściciela, w tym czasie już pod nazwą „Meggol” służył jako lichtuga przystosowana do transportu oleju roślinnego.  W 1970 „Meggol” został sprzedany do stoczni złomowej, ale w 1976 zdecydowano na zatopienie go jako sztucznej rafy, 8 grudnia statek został zatopiony w pobliżu Sydney.